# Springer (Schach)
Der Springer (auch Pferd, „Ross“ oder „Rössel“, Unicode: ♘ U+2658, ♞ U+265E) ist eine Figur beim Schachspiel. Zusammen mit dem Läufer gehört er zu den Leichtfiguren bzw. Offizieren.
In der Grundstellung einer Schachpartie hat jede Partei zwei Springer. Der weiße Königsspringer steht zu Beginn des Spiels auf dem Feld g1, der schwarze auf g8; der weiße Damenspringer auf dem Feld b1, der schwarze auf b8. Die Besonderheiten des Springers bestehen darin, dass er als einzige Schachfigur über Figuren springen kann und dass seine Zugweite immer exakt gleich ist, und zwar verhältnismäßig kurz.

## Zugmöglichkeiten und Wert
|   | a | b | c | d | e | f | g | h |   |
| 8 |   |   |   |   |   |   |   |   | 8 |
| 7 |   |   |   |   |   |   |   |   | 7 |
| 6 |   |   |   |   |   |   |   |   | 6 |
| 5 |   |   |   |   |   |   |   |   | 5 |
| 4 |   |   |   |   |   |   |   |   | 4 |
| 3 |   |   |   |   |   |   |   |   | 3 |
| 2 |   |   |   |   |   |   |   |   | 2 |
| 1 |   |   |   |   |   |   |   |   | 1 |
|   | a | b | c | d | e | f | g | h |   |

Zugmöglichkeiten eines zentralen bzw. randständigen Springers
Der Springer macht (1,2)-Sprünge, d. h. er zieht von seinem Ausgangsfeld immer zwei Felder waagrecht und dann ein Feld senkrecht oder umgekehrt. Die offizielle FIDE-Beschreibung dafür lautet: Der Springer darf auf eines der Felder ziehen, die seinem Standfeld am nächsten, aber nicht auf gleicher Reihe, Linie oder Diagonale mit diesem liegen. Durch diese Zugweise wechselt sich mit jedem Zug die Farbe des Feldes, auf dem er steht.
Durch die Natur dieses Zuges kann ein Schachgebot durch den Springer niemals durch eine Blockade pariert werden, wie es bei einem Schachgebot durch die langschrittigen Figuren Dame, Turm und Läufer oft passiert, sondern nur durch Schlagen oder Wegziehen des Königs.
Mit diesem Rösselsprung ist der Springer in der Lage, alle Felder des Brettes zu betreten (vgl. dazu auch längster kreuzungsfreier Springerpfad), aber manche Wege sind zeitaufwendig, beispielsweise der von einer Schachbrettseite zur anderen. In der Mitte des Brettes hat ein Springer die Möglichkeit, auf maximal acht andere Felder zu ziehen, am Rande des Brettes sind es vier und in einer Ecke des Brettes nur zwei Felder (siehe Graph).
Der Wert eines Springers entspricht mit drei Bauerneinheiten in etwa dem eines Läufers, während der Turm einen um etwa ein bis zwei Bauerneinheiten höheren Wert hat. Diesen Wertunterschied bezeichnet man als Qualität. Die tatsächliche Stärke des Springers hängt aber immer von der Position auf dem Brett ab, so kann er in geschlossenen Stellungen – durch seine besondere Zugmöglichkeit – dem Läufer überlegen sein. Das Umgekehrte gilt für zwei Springer im Vergleich zum Läuferpaar; beide Läufer zusammen gelten in offenen Stellungen stärker als zwei Springer.
Ein Springer steht in der Regel dann gut, wenn er viele Zugmöglichkeiten hat und nur schwer angegriffen werden kann (siehe auch Ewiger Springer). Ein Sprichwort sagt außerdem: „Ein Springer am Rand bringt Kummer und Schand.“

Graph aller möglichen Springerzüge

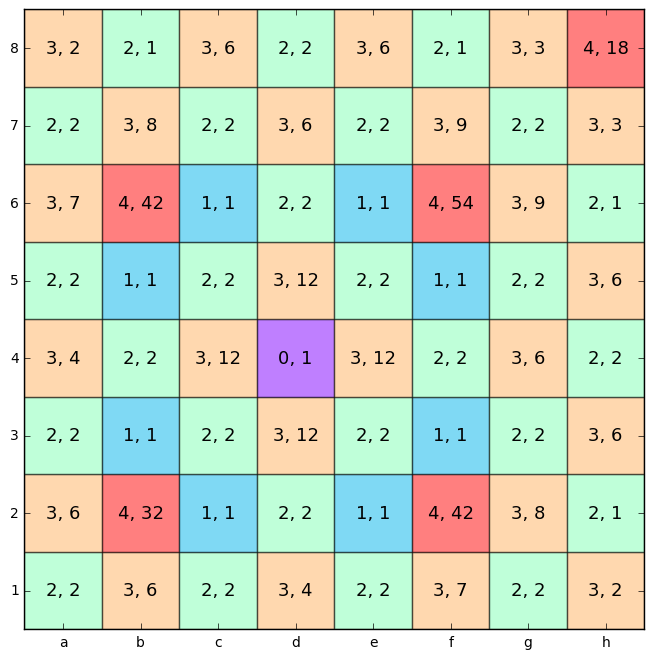
Entfernung aller Felder in Springerzügen und Anzahl der möglichen Routen für einen Springer auf d4.

## Der Springer in den drei Spielphasen

### In der Eröffnung
Der Springer ist neben dem Bauer die einzige Figur, die schon in der Grundstellung gezogen werden kann, da er über andere Steine hinwegspringen kann. 1. Sg1–f3 ist nach 1. e2–e4 und 1. d2–d4 der dritthäufigste Eröffnungszug in Meisterpartien.
Generell gilt die Faustregel, dass man die Springer (wie auch die Läufer) möglichst früh in der Partie entwickeln sollte. Die natürlichen Entwicklungsfelder sind f3 und c3 für Weiß bzw. f6 und c6 für Schwarz. Von diesen Feldern nehmen sie direkt Einfluss auf die Zentrumsfelder. Nicht ganz so oft, aber immer noch häufig, werden Springer auf den Feldern e2 oder d2 bzw. e7 oder d7 positioniert. Dort sind sie zwar etwas weniger aktiv, blockieren aber die f- bzw. c-Bauern nicht.
Relativ häufig werden die Springer in der Eröffnung von Läufern gefesselt, aber seltener getauscht, denn dadurch gibt ein Spieler das Läuferpaar auf.

### Im Mittelspiel
Der Springer gilt vor allem in geschlossenen Stellungen dem sonst meist stärkeren Läufer ebenbürtig oder überlegen. Er kann seine Kraft umso besser entfalten, je näher er dem Zentrum steht. Besonders stark ist er auf so genannten Vorpostenfeldern, wo er zwar durch eigene Bauern gedeckt ist, aber nicht mehr durch gegnerische Bauern angegriffen werden kann. Auf Feldern vor einem rückständigen gegnerischen Bauern oder vor einem Isolani fungiert er zudem als effiziente Blockadefigur.
Wegen seiner ungewöhnlichen Zugart kann ein Springer alle gegnerische Figuren (außer die Springer) angreifen, ohne von ihnen selbst bedroht zu sein. Darauf beruht das taktische Motiv der Gabel, die besonders von Springern angewendet wird. Bei einer Gabel werden zwei gegnerische Steine gleichzeitig von einer Figur (z. B. von einem Springer) angegriffen. Besonders verheerend wirkt sich hier das „Familienschach“ aus, eine Springergabel, die gleichzeitig König und Dame bedroht und fast unweigerlich zum Damenverlust führt.
Ein bekanntes durch den Springer ausgeführtes Mattmotiv ist das erstickte Matt. Ein weniger bekanntes Mattmotiv ist das Libellenmatt.
|   | a | b | c | d | e | f | g | h |   |
| 8 |   |   |   |   |   |   |   |   | 8 |
| 7 |   |   |   |   |   |   |   |   | 7 |
| 6 |   |   |   |   |   |   |   |   | 6 |
| 5 |   |   |   |   |   |   |   |   | 5 |
| 4 |   |   |   |   |   |   |   |   | 4 |
| 3 |   |   |   |   |   |   |   |   | 3 |
| 2 |   |   |   |   |   |   |   |   | 2 |
| 1 |   |   |   |   |   |   |   |   | 1 |
|   | a | b | c | d | e | f | g | h |   |

Stellung nach 29. … Kg7
Das Partiebeispiel soll illustrieren, wie sehr die Stärke eines Springers davon abhängt, wo er auf dem Schachbrett positioniert ist.
Der schwarze Springer auf d3 ist gedeckt und dominiert offensichtlich die gesamte weiße Stellung. Gleichzeitig stehen beide weißen Springer am Rand und haben keine einzige legale Zugmöglichkeit, die nicht sofort zu Materialverlust führt. Obwohl Karpow mit den weißen Steinen einen Mehrbauern hat, steht er positionell klar auf Verlust. Es folgte
30. f2–f3 Df6xd6 31. f3xg4 Dd6–d4+ 32. Kg1–h1 Sd7–f6
Der zweite Springer greift ins Geschehen ein.
33. Tf1–f4 Sf6–e4 34. Dd2xd3
Als einzigen Weg, den Sd3 loszuwerden, opfert Weiß die Dame. Er erhält zwar dafür drei Leichtfiguren, was mehr als genug Ersatz wäre, aber er kann den schwarzen Mattangriff nicht mehr abwehren.
34. … Se4–f2+
Familienschach!
35. Tf4xf2 Lg6xd3 36. Tf2–d2 Dd4–e3 37. Td2xd3 Tc8–c1 38. Sa4–b2 De3–f2 39. Sb1–d2 Tc1xd1 40. Sb2xd1 Te8–e1+
Karpow gab auf, weil das Matt nach 41. Sf1 Txf1 42. Lxf1 Dxf1# unausweichlich ist.

### Im Endspiel
|   | a | b | c | d | e | f | g | h |   |
| 8 |   |   |   |   |   |   |   |   | 8 |
| 7 |   |   |   |   |   |   |   |   | 7 |
| 6 |   |   |   |   |   |   |   |   | 6 |
| 5 |   |   |   |   |   |   |   |   | 5 |
| 4 |   |   |   |   |   |   |   |   | 4 |
| 3 |   |   |   |   |   |   |   |   | 3 |
| 2 |   |   |   |   |   |   |   |   | 2 |
| 1 |   |   |   |   |   |   |   |   | 1 |
|   | a | b | c | d | e | f | g | h |   |

Es folgte 112. ... Se1 113. c4 Sc2#
Ein Springer allein reicht zum Mattsetzen nicht aus. Auch mit zwei Springern lässt sich das Matt nicht erzwingen. Dies lässt sich nur erreichen, wenn der Gegenspieler noch einen Bauern hat, so dass er im entscheidenden Moment nicht im Patt steht, oder bei sehr schlechtem Spiel des Gegners. In der Diagrammstellung ist der Bauer auf c3 von entscheidender Bedeutung: Würde er fehlen, würde die Partie remis enden, weil der Zug von Schwarz (112. ... Se1) das Patt herbeiführen würde. Auch nach 112. ... Kxc3?? wäre die Partie sofort remis. Mattsetzen mit Springer und Läufer ist möglich. Es erfordert aber präzises Spiel, um nicht an der 50-Züge-Regel zu scheitern.
In Endspielen mit Bauern ist der Springer dem Turm klar unterlegen. Der Läufer ist etwa gleich stark wie der Springer. Welche Figur sich in einem konkreten Fall durchsetzt, hängt von der jeweiligen Position ab. Insbesondere ist der Springer dann benachteiligt, wenn die Bauern auf beide Flügel des Schachbretts verteilt sind.

## Andere Sprachen
In den meisten Sprachen wird er sinngemäß als „Pferd“ (etwa italienisch „cavallo“), „Reiter“ (französisch „cavalier“) oder „Ritter“ (englisch „knight“), bezeichnet.

## Geschichte
Obwohl die Gangart des Springers im Vergleich zu den anderen Schachfiguren recht ungewöhnlich ist, gehört er zu den wenigen, deren Gangart sich im Laufe der Schachgeschichte nicht verändert hat. Schon im indischen Chaturanga zieht er so wie heute. Auch in vielen Schachvarianten anderer Länder kommt eine Figur vor, die ebenso oder fast so wie ein Springer zieht. Im chinesischen Xiangqi muss das Feld, das orthogonal ans Ausgangsfeld und diagonal ans Zielfeld grenzt, frei sein, d. h. der chinesische Springer kann nicht so springen wie im westlichen Schach. Das (unbeförderte) Pferd im japanischen Shōgi zieht (und springt) wie der westliche Springer, mit dem Unterschied, dass es nur vorwärts ziehen kann, auf eine Nachbarlinie und zwei Reihen nach vorn.

## Sonstiges

Rösselsprungrätsel. Der Gangart des Springers folgend und beim rot markierten Feld beginnend ergibt sich die Lösung: „Ma-de in Ger-ma-ny? Da ist der Wurm drin.“

Beim Springerproblem geht es darum, eine Tour mit einem Springer über das Schachbrett zu finden, bei der jedes Feld genau einmal betreten wird. Bei einer „perfekten“ Lösung beendet der Springer seinen Weg genau einen Zug entfernt vom Ausgangspunkt, sodass die Tour quasi unendlich fortgesetzt werden könnte.
Das Rösselsprungrätsel macht sich die Gangart des Springers zunutze, um etwa Silben, den namensgebenden Rösselsprüngen folgend, zu Sätzen anzuordnen.

## Andere Arten von Springern
In historischen Schachvarianten und im Märchenschach kommen weitere Arten von Springern mit anderen Schritten vor. Eine Übersicht findet sich im Artikel (a,b)-Springer.